# کنیسه خیابان الدریج

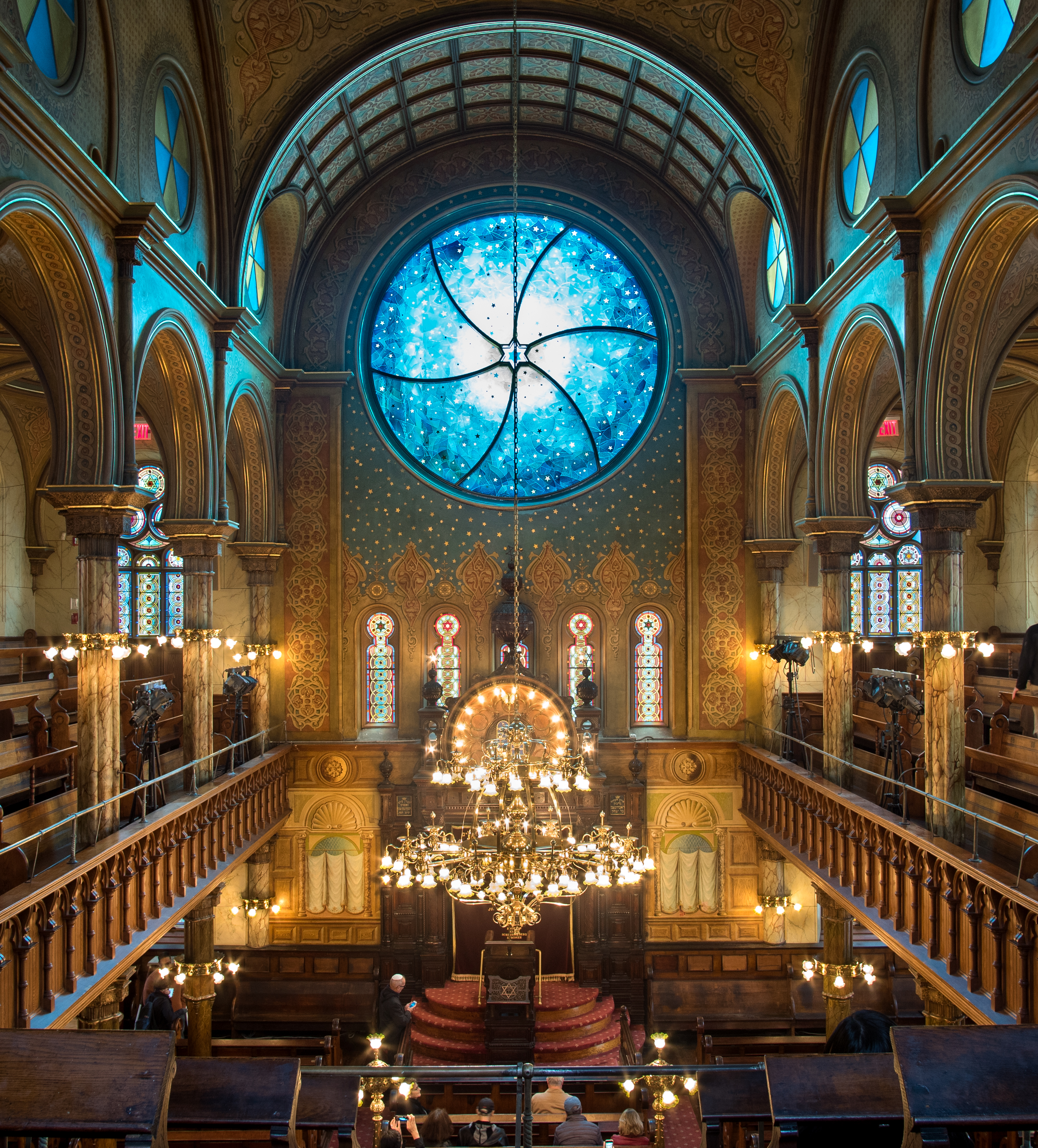
نگاره‌ای از داخل کنیسه

کنیسه خیابان الدریج (انگلیسی: Eldridge Street Synagogue) یک کنیسه و یادمان شاخص تاریخی ملی در محلهٔ چایناتاون، منهتن، نیویورک است. این کنیسه در ۱۸۸۷ ساخته شده و اولین کنیسه‌ای است که به وسیلهٔ یهودیان اشکنازی در ایالات متحده آمریکا ساخته شده‌است.